# George Sherman
George Sherman (* 14. Juli 1908 in New York City; † 15. März 1991 in Los Angeles) war ein US-amerikanischer Filmregisseur.
Sherman erlangte vor allem für seine im klassischen Hollywood gedrehten Western und Abenteuerfilme Bekanntheit. Er drehte mit bekannten Schauspielern wie John Wayne, Errol Flynn, Anthony Quinn und Rock Hudson. Insgesamt inszenierte er von 1937 bis 1971 insgesamt über 100 Kinofilme, die häufig in den Bereich des B-Films fielen. Seine letzte Regiearbeit Big Jake mit John Wayne in der Hauptrolle ist zugleich eine seiner bekanntesten. Daneben führte Sherman von den 1950er- bis in die späten 1970er-Jahre bei einigen Fernsehproduktionen Regie.

## Filmografie (Auswahl)
- 1937: Wild Horse Rodeo
- 1938: The Purple Vigilantes
- 1938: Outlaws of Sonora
- 1938: Riders of the Black Hills
- 1938: Heroes of the Hills
- 1938: Freunde im Sattel (Pals of the Saddle)
- 1938: Gold in den Wolken (Overland Stage Raiders)
- 1938: Rhythm of the Saddle
- 1938: Aufstand in Santa Fe (Santa Fe Stampede)
- 1938: Kampf am Roten Fluss (Red River Range)
- 1939: Mexicali Rose
- 1939: Reiter in der Nacht (The Night Riders)
- 1939: Die Sterne von Texas (Three Texas Steers)
- 1939: Der Bandit von Wyoming (Wyoming Outlaw)
- 1939: Der große Milchkrieg von Colorado (Colorado Sunset)
- 1939: Wasser für Arizona (New Frontier)
- 1939: The Kansas Terrors
- 1939: Rovin’ Tumbleweeds
- 1939: Cowboys from Texas
- 1939: South of the Border
- 1940: Ghost Valley Raiders
- 1940: Covered Wagon Days
- 1940: Rocky Mountain Rangers
- 1940: One Man’s Law
- 1940: The Tulsa Kid
- 1940: The Trail Blazers
- 1940: Under Texas Skies
- 1940: Frontier Vengeance
- 1940: Texas Terrors
- 1940: Lone Star Raiders
- 1941: Wyoming Wildcat
- 1941: The Phantom Cowboy
- 1941: Two Gun Sheriff
- 1941: Desert Bandit
- 1941: Kansas Cyclone
- 1941: Citadel of Crime
- 1941: The Apache Kid
- 1941: Death Valley Outlaws
- 1941: A Missouri Outlaw
- 1942: Arizona Terrors
- 1942: Stagecoach Express
- 1942: Jesse James, Jr.
- 1942: The Cyclone Kid
- 1942: The Sombrero Kid
- 1942: X Marks the Spot
- 1943: London Blackout Murders
- 1943: The Purple V
- 1943: The Mantrap
- 1943: False Faces
- 1943: The West Side Kid
- 1943: A Scream in the Dark
- 1943: Mystery Broadcast
- 1944: The Lady and the Monster
- 1944: Storm Over Lisbon
- 1945: The Crime Doctor’s Courage
- 1946: Der Bandit und die Königin (The Bandit of Sherwood Forest)
- 1946: The Gentleman Misbehaves
- 1946: Gehaßt, gejagt, gefürchtet (Renegades)
- 1946: Talk About a Lady
- 1946: Personality Kid
- 1946: The Secret of the Whistler
- 1947: Uncas, der Letzte seines Stammes (Last of the Redmen)
- 1948: Die schwarze Maske (Black Bart)
- 1948: Blut und Gold (Relentless)
- 1948: Rivalen am reißenden Strom (River Lady)
- 1948: Feudin’, Fussin’ and A-Fightin’
- 1948: Betrug (Larceny)
- 1949: Die rote Schlucht (Red Canyon)
- 1949: Rebellen der Steppe (Calamity Jane and Sam Bass)
- 1949: Yes Sir, That’s My Baby
- 1949: Schwert in der Wüste (Sword in the Desert)
- 1950: Im Lande der Comanchen (Comanche Territory)
- 1950: The Sleeping City
- 1950: Spy Hunt
- 1951: Tomahawk – Aufstand der Sioux (Tomahawk)
- 1951: Target Unknown
- 1951: Dschingis Khan – Die goldene Horde (The Golden Horde)
- 1951: The Raging Tide
- 1952: Steel Town
- 1952: Die Schlacht am Apachenpaß (The Battle at Apache Pass)
- 1952: Back at the Front
- 1952: Gegen alle Flaggen (Against all Flags)
- 1953: Auf verlorenem Posten (The Lone Hand)
- 1953: Der Prinz von Bagdad (The Veils of Bagdad)
- 1953: Verschwörung auf Fort Clark (War Arrow)
- 1954: Die Teufelspassage (Border River)
- 1954: Männer, Mädchen und Motoren (Johnny Dark)
- 1954: Duell in Socorro (Dawn at Socorro)
- 1955: Der Speer der Rache (Chief Crazy Horse)
- 1955: Heißer Atem (The Treasure of Pancho Villa)
- 1955: Count Three and Pray
- 1956: Um jeden Preis (Comanche)
- 1956: Präriebanditen (Reprisal)
- 1957: Reif für den Galgen (The Hard Man)
- 1958: Kampf auf Leben und Tod (The Last of the Fast Guns)
- 1958: Zehn Tage nach Tulara (Ten Days to Tulara)
- 1958: Der Sohn von Robin Hood (The Son of Robin Hood)
- 1959: Tausend Meilen Staub (Rawhide, Fernsehserie, 2 Episoden)
- 1959: Menschen ohne Nerven (The Flying Fontaines)
- 1959–1963: Gnadenlose Stadt (Naked City, Fernsehserie, 6 Episoden)
- 1960: Die Unerbittlichen (Hell Bent for Leather)
- 1960: The Enemy General
- 1960: None but the Brave
- 1960: The Wizard of Baghdad
- 1961: Das wilde Land (The Fiercest Heart)
- 1962–1963: Route 66 (Fernsehserie, 3 Episoden)
- 1963: Wounds of Hunger
- 1964: Panic Button
- 1964: Murietta – Geißel von Kalifornien (Joaquín Murrieta)
- 1965–1966: Daniel Boone (Fernsehserie, 12 Episoden)
- 1966: Smoky, Freund aus der Wildnis (Smoky)
- 1966: Deinen Skalp, Daniel Boone (Daniel Boone: Frontier Trail Rider)
- 1971: Big Jake
- 1975: The Family Holvak (Fernsehserie, 2 Episoden)
- 1975–1976: Mobile One (Fernsehserie, 4 Episoden)